# Paul Augustin Mayer
Paul Augustin Mayer, O.S.B. (Altötting, 23 de maio de 1911 — Roma, 30 de abril de 2010) foi um cardeal alemão e presidente emérito da Congregação para o Culto Divino e Disciplina dos Sacramentos e da Pontifícia Comissão Ecclesia Dei.

## Biografia
Mayer nasceu em Altötting, na Alemanha, que fica perto de Marktl, o berço do Papa Bento XVI. Ele se juntou à Ordem de São Bento na Abadia de São Miguel, Metten, tomando o nome de Agostinho. Ele tinha sua profissão monástica em 17 de maio de 1931. Estudou na Universidade de Salzburgo e no Pontifício Ateneu de Santo Anselmo, em Roma.
Foi ordenado sacerdote em 25 de agosto de 1935. Após sua ordenação, foi membro do corpo docente na abadia de São Miguel de 1937 a 1939. Ensinou no Pontifício Ateneu de Santo Anselmo de 1939 a 1966, atuando como reitor de 1949 até 1966. Ele foi o visitante apostólico dos seminários suíços de 1957 a 1959. Ele serviu como Secretário da Comissão Preparatória do Concílio Vaticano II de 1960 a 1962. Foi eleito abade da Abadia de São Miguel, Metten, Baviera, em 3 de novembro de 1966. Ele recebeu a bênção de Rudolf Graber, bispo de Regensburg. Ele foi nomeado secretário da Congregação para os Institutos Religiosos e Seculares em 8 de setembro de 1971.

## Bispo
Como secretário, foi nomeado arcebispo titular de Satrianum pelo Papa Paulo VI em 6 de janeiro de 1972 e foi consagrado em 13 de fevereiro pelo Papa Paulo VI, assistido por Bernardus Johannes Alfrink, cardeal arcebispo de Utrecht e William John Conway, cardeal arcebispo de Armagh. O Papa João Paulo II o nomeou Pro-Prefeito da Congregação para o Culto Divino e Disciplina dos Sacramentos em 8 de abril de 1984.

## Cardinalato
Ele foi criado e proclamado cardeal-diácono de Santo Anselmo em Aventino no consistório de 25 de maio de 1985. Foi nomeado prefeito da Congregação dois dias depois. Ele presidiu a unificação de duas congregações distintas que se uniram sob um nome a partir de 1988. Renunciou à prefeitura em 1 de julho de 1988. Foi nomeado o primeiro Presidente da Pontifícia Comissão Ecclesia Dei no dia seguinte. A comissão pretende retornar à plena comunhão com a Santa Sé, aqueles católicos tradicionalistas que estão em estado de separação, dos quais a Fraternidade Sacerdotal de São Pio X é a principal. Ele perdeu o direito de participar de um conclave, quando completou 80 anos de idade em 1991. Ele renunciou à presidência em 1 de Julho de 1991. Optou pela ordem de padres cardeais e sua diaconia foi elevada Pro hac vice para o título em 29 de Janeiro de 1996.
Ele foi o cardeal vivo mais velho de 2007 até sua morte. Ele morreu em 30 de abril de 2010 em Roma.

Mayer, que teve nove pontificados, morreu em 30 de abril de 2010 e era o cardeal mais antigo na época de sua morte (desde a morte de Alfons Maria Stickler em 2007). Antes da missa fúnebre, o Papa Bento XVI prestou homenagem aos serviços de Mayer na preparação do Concílio Vaticano II. Um réquiem ocorreu na Basílica de São Pedro em 3 de maio de 2010, chefiado pelo cardeal Decano Angelo Sodano; o Papa Bento XVI abençoou pessoalmente o corpo. Augustin Mayer foi enterrado na abadia de Metten em 12 de maio de 2010.